# Croton chodatii
Croton chodatii là một loài thực vật có hoa trong họ Đại kích. Loài này được (Croizat) P.E.Berry mô tả khoa học đầu tiên năm 2007.